# Ante Bilobrk
Ante Bilobrk (nadimak Žila, 3. travnja 1919.—1943.), politički komesar čete u Šestom (beogradskom) bataljunu Prve proleterske udarne brigade i narodni heroj Jugoslavije.

## Životopis
Rođen je 1919. godine u selu Brštanovu, kod Splita. Do rata je radio kao ličilac u brodogradilištu u Splitu. Član je Komunističke partije Hrvatske od 1940. godine.
Odmah poslije kapitulacije Kraljevine Jugoslavije uhitila ga je Talijanska vojska te je proveo osam dana u zatvoru. Po izlasku iz zatvora otišao je u rodni kraj, gdje se odmah povezao s mjesnom partijskom organizacijom i aktivno sudjelovao u pripremi ustanka. Zajedno s Antom Jonićem ustrojio je skupinu aktivista kojoj je bio vođa.
Radio je na dijeljenju letaka i ostale komunističke literature, te u tajnosti održavao stranačke sastanke po selima. Više je puta preko Zagore u partizane na Dinaru prebacio nekoliko skupina omladinaca. Početkom rujna zajedno s jednom skupinom stupio je u Dinarski partizanski odred. Poslije kratkoga vremena je prešao u Svilajsko-mosećki partizanski odred, u kojem je imenovan političkim komesarom (povjerenikom).
21. srpnja 1942. godine je izabran za člana Mjesnoga komiteta KPH za Solin, a sredinom rujna 1942. godine kada je formiran Mosećki bataljun postao je njegov politički komesar. Istaknuo se u mnogim borbama protiv ustaša u Lećevici, na Kozjaku i Kljacima.
Kada je formirana Treća dalmatinska udarna brigada, 12. studenoga 1942. godine Bilobrk je postavljen za političkoga komesara Trećeg bataljuna. S brigadom je sudjelovao u mnogim borbama, a osobito se istaknuo 4. prosinca kada je njegov bataljun napao odjeljak (vrstu) talijanskoga odreda kod sela Podstrana, na cesti Split-Omiš. Nešto kasnije, 15. prosinca Bilobrk se ponovo istaknuo pri uništenju teretnoga vlaka između postaja Labin Dalmatinski i Kaštel Stari na pruzi Split-Knin. U četiri sata dugoj bitki Talijani su imali više mrtvih i ranjenih vojnika.
U siječnju 1943. godine izabran je za člana Zemaljskog odbora SKOJ-a za Hrvatsku. Istaknuo se također tijekom ožujka u petnaestodnevnim borbama protiv četnika, a naročito u spašavanju ranjenika na planini Čvrsnici i kasnije u prijenosu ranjenika preko rijeke Neretve do Nevesinja, tijekom Četvrte neprijateljske ofenzive. Poslije Pete ofenzive prebačen je u Prvu proletersku brigadu, u kojoj je bio politički komesar čete u Šestom (beogradskom) bataljunu.
Poginuo je prilikom napada Prve proleterske brigade na Vlasenicu, 25. i 26. lipnja 1943. godine. U prvom jurišu bio je teško ranjen, ali nije htio napustiti borbu. Kada su ga neprijateljski vojnici pokušali uhvatiti izvršio je samoubojstvo.
Za narodnog heroja je proglašen 27. studenoga 1953. godine.